# Lista de vereadores de Santo André da 13.ª legislatura
Esta é a lista de vereadores de Santo André da 13.ª Legislatura, período que compreende de 1.º de janeiro de 2001 até 31 de dezembro de 2004.
| 12.ª legislatura | Lista de vereadores de Santo André da 13.ª legislatura | 14.ª legislatura |

## Mesa Diretora
A composição da mesa diretora da Câmara Municipal de Santo André durante os dois biênios da 13.ª Legislatura teve a seguinte formação:
| 1.º Biênio (2001-2002) | 1.º Biênio (2001-2002) | 2.º Biênio (2003-2004) | 2.º Biênio (2003-2004)            |
| Presidência            | Presidência            | Presidência            | Presidência                       |
| ---------------------- | ---------------------- | ---------------------- | --------------------------------- |
| Presidente             | Carlos Augusto (PT)    | Presidente             | Ivete Garcia (PT)                 |
| Vice-presidente        | Osvaldo Moura (PMDB)   | Vice-presidente        | Franco Masiero (PTB)              |
| Secretaria             |                        |                        |                                   |
| 1.º Secretário         | Raulino Lima (PT)      | 1.º Secretário         | Carlos Raposo (PV)                |
| 2.º Secretário         | José Dilson (PDT)      | 2.º Secretário         | Donizete Aparecido Ferreira (PDT) |
| 3.º Secretário         | Israel Santana (PFL)   | 3.º Secretário         | Sargento Juliano (PMDB)           |

## Parlamentares
| Parlamentar | Parlamentar                | Imagem                              | Partido | Partido                                          | Votos | %     | Notas | Posição      |
| ----------- | -------------------------- | ----------------------------------- | ------- | ------------------------------------------------ | ----- | ----- | --- | ------------ |
| 1.º         | Geraldo Aparecido Juliano  |                                     |         | Partido do Movimento Democrático Brasileiro PMDB | 9.168 | 2,49% | | Governo      |
| 2.º         | Klinger Sousa              |                                     |         | Partido dos Trabalhadores PT                     | 9.092 | 2,47% | Licenciou-se do mandato para assumir o cargo de Secretário Municipal de Serviços Públicos nomeado pelo prefeito Celso Daniel em 1° de janeiro de 2001, retornando ao cargo em 18 de janeiro de 2002 após sua exoneração do cargo pelo prefeito João Avamileno. | Governo      |
| 3.º         | José Dilson de Carvalho    |                                     |         | Partido Democrático Trabalhista PDT              | 8.432 | 2,29% | Renunciou ao mandato em 1° de fevereiro de 2003 para assumir uma vaga na Assembleia Legislativa de São Paulo, para qual fora eleito em 2002. | Governo      |
| 4.º         | Elias Ferreira             |                                     |         | Partido Trabalhista Brasileiro PTB               | 7.849 | 2,13% | | Oposição     |
| 4.º         | Elias Ferreira             | Sem partido                         |         |                                                  | 7.849 | 2,13% | | Oposição     |
| 5.º         | Luiz Zacarias              |                                     |         | Partido Liberal PL                               | 7.138 | 1,94% | | Oposição     |
| 6.ª         | Heleni Paiva               |                                     |         | Partido dos Trabalhadores PT                     | 6.455 | 1,75% | | Governo      |
| 7.º         | Ricardo Alvarez            |                                     |         | Partido dos Trabalhadores PT                     | 5.846 | 1,59% | | Governo      |
| 8.ª         | Ivete Garcia               |                                     |         | Partido dos Trabalhadores PT                     | 5.294 | 1,44% | | Governo      |
| 9.º         | Antônio Leite da Silva     |                                     |         | Partido dos Trabalhadores PT                     | 5.221 | 1,42% | | Governo      |
| 10.º        | José Raulino               |                                     |         | Partido dos Trabalhadores PT                     | 4.865 | 1,32% | | Governo      |
| 11.º        | João Carlos Raposo         |                                     |         | Partido Verde PV                                 | 4.652 | 1,26% | | Governo      |
| 12.º        | Osvaldo Vieira             |                                     |         | Partido do Movimento Democrático Brasileiro PMDB | 4.513 | 1,23% | | Governo      |
| 13.º        | Carlos Augusto Alves       |                                     |         | Partido dos Trabalhadores PT                     | 4.491 | 1,22% | | Governo      |
| 14.º        | Jurandir Gallo             |                                     |         | Partido dos Trabalhadores PT                     | 4.334 | 1,18% | | Governo      |
| 15.ª        | Maria Ferreira de Souza    |                                     |         | Partido dos Trabalhadores PT                     | 3.943 | 1,07% | | Governo      |
| 16.º        | Israel Santana             |                                     |         | Partido da Frente Liberal PFL                    | 3.929 | 1,07% | [ 5 ] | Independente |
| 16.º        | Israel Santana             | Sem partido                         |         |                                                  | 3.929 | 1,07% | [ 5 ] | Independente |
| 16.º        | Israel Santana             | Partido Geral dos Trabalhadores PGT |         |                                                  | 3.929 | 1,07% | [ 5 ] | Independente |
| 17.ª        | Dinah Zekcer               |                                     |         | Partido Trabalhista Brasileiro PTB               | 3.877 | 1,05% | | Oposição     |
| 18.º        | Fernando Buissa            |                                     |         | Partido Liberal PL                               | 2.905 | 0,79% | [ 5 ] | Oposição     |
| 18.º        | Fernando Buissa            | Partido Trabalhista Brasileiro PTB  |         |                                                  | 2.905 | 0,79% | [ 5 ] | Oposição     |
| 19.º        | Donizete Aparecido Pereira |                                     |         | Partido Democrático Trabalhista PDT              | 2.048 | 0,56% | | Governo      |

## Suplentes
| Parlamentar | Parlamentar    | Imagem | Partido | Partido                             | Votos | %     | Notas | Titular                 | Ref.        | Posição |
| ----------- | -------------- | ------ | ------- | ----------------------------------- | ----- | ----- | --- | ----------------------- | ----------- | ------- |
| -           | Montorinho     |        |         | Partido dos Trabalhadores PT        | 3.715 | 1,01% | Assumiu o mandato de Klinger Sousa em função de sua nomeação como Secretário Municipal pelo então prefeito Celso Daniel em 1.º de janeiro de 2001, permanecendo no cargo até 18 de janeiro de 2002. | Klinger Sousa           | [ 3 ] [ 6 ] | Governo |
| -           | Índio da Silva |        |         | Partido Democrático Trabalhista PDT | 1.898 | 0,52% | Assumiu o mandato de José Dílson de Carvalho em função de sua renúncia para assumir mandato de Deputado Estadual em 1.º de fevereiro de 2003.                                                       | José Dílson de Carvalho |             | Governo |
| -           | Zuza           |        |         | Partido Democrático Trabalhista PDT |       |       | | Índio da Silva          |             | Governo |

## Comissões
| Comissões Permanentes                                          | 2001                         | 2001                   | 2001   |
| Comissões Permanentes                                          | Presidente                   | Membros                | Ref.   |
| -------------------------------------------------------------- | ---------------------------- | ---------------------- | ------ |
| Comissão de Justiça e Redação                                  | Antônio Leite (PT)           | Heleni Paiva (PT)      | [ 7 ]  |
| Comissão de Justiça e Redação                                  | Antônio Leite (PT)           | Carlos Raposo (PV)     | [ 7 ]  |
| Comissão de Finanças e Orçamento                               | Osvaldo Vieira (PMDB)        | Montorinho (PT)        | [ 7 ]  |
| Comissão de Finanças e Orçamento                               | Osvaldo Vieira (PMDB)        | Pastor Elias (PTB)     | [ 7 ]  |
| Comissão de Desenvolvimento Urbano                             | Jurandir Gallo (PT)          | Ricardo Alvarez (PT)   | [ 7 ]  |
| Comissão de Desenvolvimento Urbano                             | Jurandir Gallo (PT)          | Fernando Buissa (PL)   | [ 7 ]  |
| Comissão de Educação e Cultura                                 | Ricardo Alvarez (PT)         | Donizete Pereira (PDT) | [ 7 ]  |
| Comissão de Educação e Cultura                                 | Ricardo Alvarez (PT)         | Fernando Buissa (PL)   | [ 7 ]  |
| Comissão de Cidadania, Cultura e Assistência Social            | Ivete Garcia (PT)            | Carlos Ferreira (PDT)  | [ 7 ]  |
| Comissão de Cidadania, Cultura e Assistência Social            | Ivete Garcia (PT)            | Dinah Zekcer (PTB)     | [ 7 ]  |
| Comissão de Saúde, Saneamento Básico, Ecologia e Meio Ambiente | Maria Ferreira de Souza (PT) | Donizete Pereira (PDT) | [ 7 ]  |
| Comissão de Saúde, Saneamento Básico, Ecologia e Meio Ambiente | Maria Ferreira de Souza (PT) | Luiz Zacarias (PL)     | [ 7 ]  |
| Comissões Permanentes                                          | 2002                         | 2002                   | 2002   |
| Comissões Permanentes                                          | Presidente                   | Membros                | Ref.   |
| Comissão de Justiça e Redação                                  | Antônio Leite (PT)           | Carlos Raposo (PV)     | [ 8 ]  |
| Comissão de Justiça e Redação                                  | Antônio Leite (PT)           | Montorinho (PT)        | [ 8 ]  |
| Comissão de Finanças e Orçamento                               | Osvaldo Vieira (PMDB)        | Montorinho (PT)        | [ 8 ]  |
| Comissão de Finanças e Orçamento                               | Osvaldo Vieira (PMDB)        | Dinah Zekcer (PTB)     | [ 8 ]  |
| Comissão de Desenvolvimento Urbano                             | Jurandir Gallo (PT)          | Ricardo Alvarez (PT)   | [ 8 ]  |
| Comissão de Desenvolvimento Urbano                             | Jurandir Gallo (PT)          | Fernando Buissa (PL)   | [ 8 ]  |
| Comissão de Educação e Cultura                                 | Ricardo Alvarez (PT)         | Donizete Pereira (PDT) | [ 8 ]  |
| Comissão de Educação e Cultura                                 | Ricardo Alvarez (PT)         | Fernando Buissa (PL)   | [ 8 ]  |
| Comissão de Cidadania, Cultura e Assistência Social            | Ivete Garcia (PT)            | Carlos Ferreira (PDT)  | [ 8 ]  |
| Comissão de Cidadania, Cultura e Assistência Social            | Ivete Garcia (PT)            | Donizete Pereira (PDT) | [ 8 ]  |
| Comissão de Saúde, Saneamento Básico, Ecologia e Meio Ambiente | Maria Ferreira de Souza (PT) | Jurandir Gallo (PT)    | [ 8 ]  |
| Comissão de Saúde, Saneamento Básico, Ecologia e Meio Ambiente | Maria Ferreira de Souza (PT) | Luiz Zacarias (PL)     | [ 8 ]  |
| Comissão de Segurança Pública                                  | Heleni Paiva (PT)            | Antônio Leite (PT)     | [ 8 ]  |
| Comissão de Segurança Pública                                  | Heleni Paiva (PT)            | Donizete Pereira (PDT) | [ 8 ]  |
| Comissões Permanentes                                          | 2003                         | 2003                   | 2003   |
| Comissões Permanentes                                          | Presidente                   | Membros                | Ref.   |
| Comissão de Justiça e Redação                                  | Klinger Sousa (PT)           | Carlos Augusto (PT)    | [ 9 ]  |
| Comissão de Justiça e Redação                                  | Klinger Sousa (PT)           | Índio da Silva (PDT)   | [ 9 ]  |
| Comissão de Finanças e Orçamento                               | Osvaldo Vieira (PMDB)        | Klinger Sousa (PT)     | [ 9 ]  |
| Comissão de Finanças e Orçamento                               | Osvaldo Vieira (PMDB)        | Dinah Zekcer (PTB)     | [ 9 ]  |
| Comissão de Desenvolvimento Urbano                             | Jurandir Gallo (PT)          | José Raulino (PT)      | [ 9 ]  |
| Comissão de Desenvolvimento Urbano                             | Jurandir Gallo (PT)          | Fernando Buissa (PTB)  | [ 9 ]  |
| Comissão de Educação e Cultura                                 | Ricardo Alvarez (PT)         | Carlos Ferreira (PDT)  | [ 9 ]  |
| Comissão de Educação e Cultura                                 | Ricardo Alvarez (PT)         | Fernando Buissa (PTB)  | [ 9 ]  |
| Comissão de Cidadania, Cultura e Assistência Social            | Maria Ferreira de Souza (PT) | Osvaldo Vieira (PMDB)  | [ 9 ]  |
| Comissão de Cidadania, Cultura e Assistência Social            | Maria Ferreira de Souza (PT) | Israel Santana (PGT)   | [ 9 ]  |
| Comissão de Saúde, Saneamento Básico, Ecologia e Meio Ambiente | Donizete Pereira (PDT)       | José Raulino (PT)      | [ 9 ]  |
| Comissão de Saúde, Saneamento Básico, Ecologia e Meio Ambiente | Donizete Pereira (PDT)       | Luiz Zacarias (PL)     | [ 9 ]  |
| Comissão de Segurança Pública                                  | Heleni Paiva (PT)            | Carlos Augusto (PT)    | [ 9 ]  |
| Comissão de Segurança Pública                                  | Heleni Paiva (PT)            | Donizete Pereira (PDT) | [ 9 ]  |
| Comissão de Legislação Participativa                           | Carlos Ferreira (PDT)        | Índio da Silva (PDT)   | [ 9 ]  |
| Comissão de Legislação Participativa                           | Carlos Ferreira (PDT)        | Heleni Paiva (PT)      | [ 9 ]  |
| Comissões Permanentes                                          | 2004                         | 2004                   | 2004   |
| Comissões Permanentes                                          | Presidente                   | Membros                | Ref.   |
| Comissão de Justiça e Redação                                  | Klinger Sousa (PT)           | Carlos Augusto (PT)    | [ 10 ] |
| Comissão de Justiça e Redação                                  | Klinger Sousa (PT)           | Carlos Ferreira (PDT)  | [ 10 ] |
| Comissão de Finanças e Orçamento                               | Osvaldo Vieira (PMDB)        | Klinger Sousa (PT)     | [ 10 ] |
| Comissão de Finanças e Orçamento                               | Osvaldo Vieira (PMDB)        | Dinah Zekcer (PTB)     | [ 10 ] |
| Comissão de Desenvolvimento Urbano                             | Fernando Buissa (PTB)        | Jurandir Gallo (PT)    | [ 10 ] |
| Comissão de Desenvolvimento Urbano                             | Fernando Buissa (PTB)        | Pastor Elias (PTB)     | [ 10 ] |
| Comissão de Educação e Cultura                                 | Carlos Ferreira (PDT)        | Ricardo Alvarez (PT)   | [ 10 ] |
| Comissão de Educação e Cultura                                 | Carlos Ferreira (PDT)        | Fernando Buissa (PTB)  | [ 10 ] |
| Comissão de Cidadania, Cultura e Assistência Social            | Maria Ferreira de Souza (PT) | Osvaldo Vieira (PMDB)  | [ 10 ] |
| Comissão de Cidadania, Cultura e Assistência Social            | Maria Ferreira de Souza (PT) | Donizete Pereira (PDT) | [ 10 ] |
| Comissão de Saúde, Saneamento Básico, Ecologia e Meio Ambiente | Donizete Pereira (PDT)       | José Raulino (PT)      | [ 10 ] |
| Comissão de Saúde, Saneamento Básico, Ecologia e Meio Ambiente | Donizete Pereira (PDT)       | Luiz Zacarias (PL)     | [ 10 ] |
| Comissão de Segurança Pública                                  | Israel Santana (PGT)         | José Raulino (PT)      | [ 10 ] |
| Comissão de Segurança Pública                                  | Israel Santana (PGT)         | Heleni Paiva (PT)      | [ 10 ] |
| Comissão de Legislação Participativa                           | Carlos Ferreira (PDT)        | Carlos Augusto (PT)    | [ 10 ] |
| Comissão de Legislação Participativa                           | Carlos Ferreira (PDT)        | Zuza (PDT)             | [ 10 ] |